# Langer Mann mit Schaufel

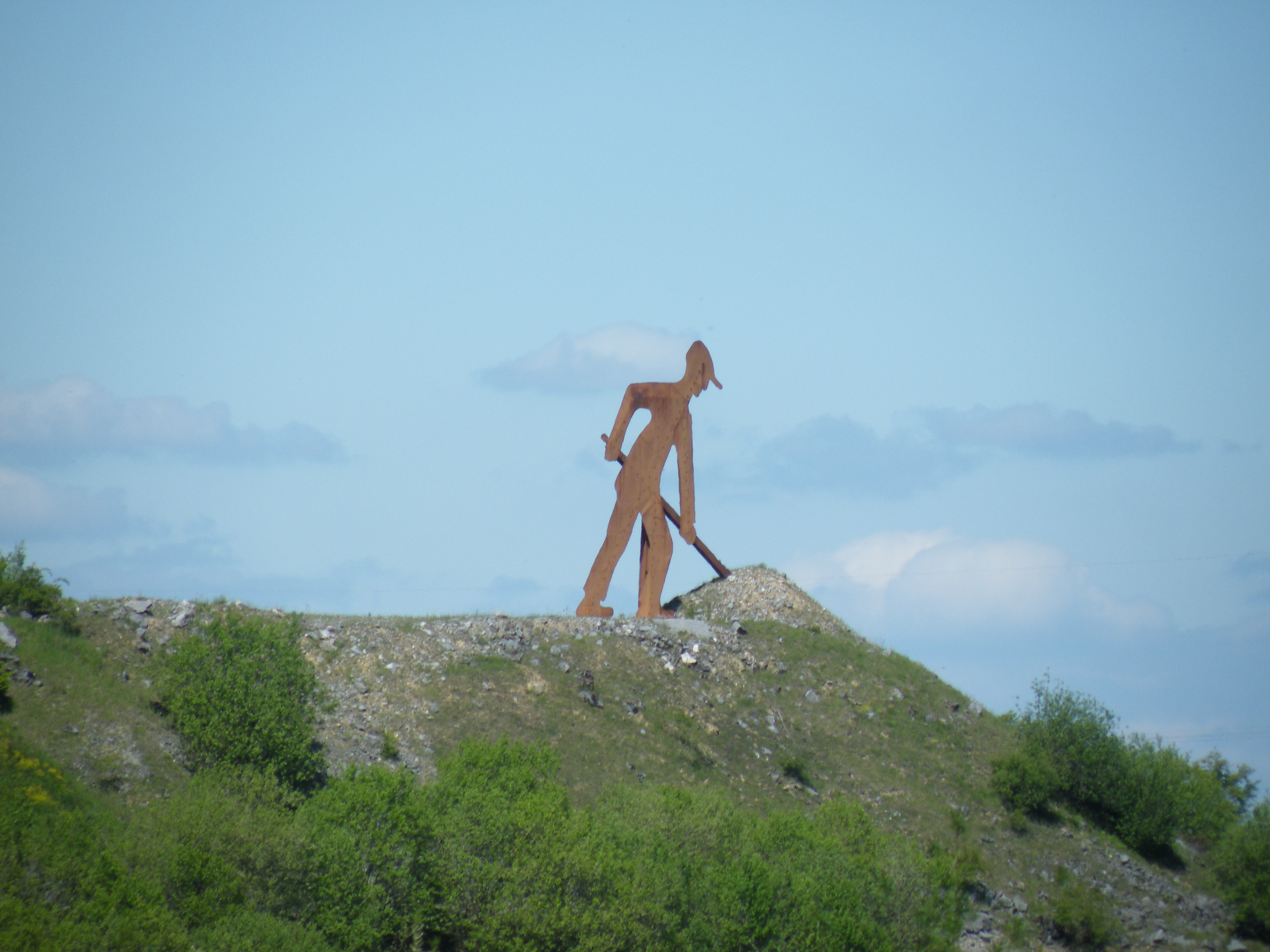
Langer Mann mit Schaufel

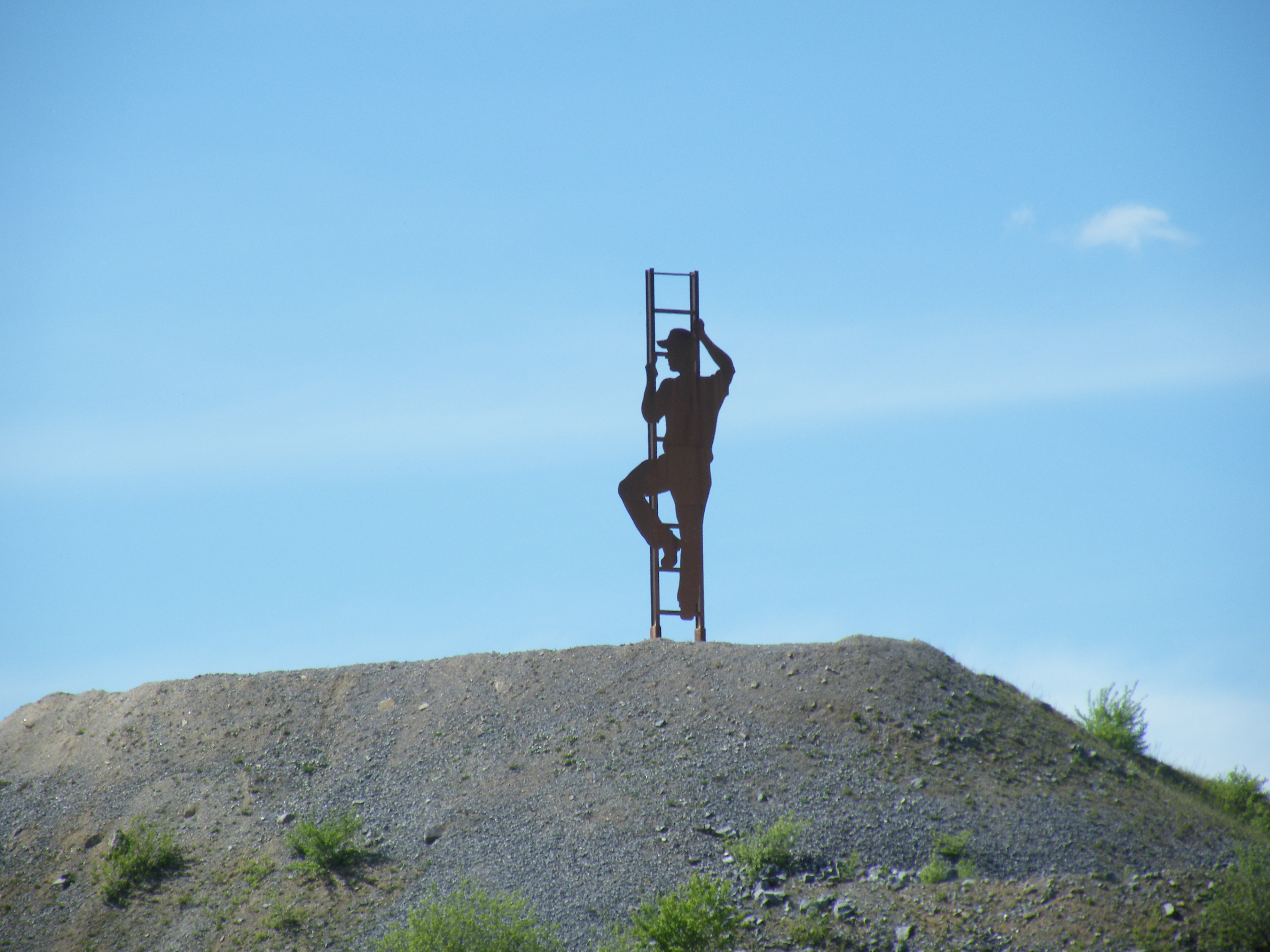
Leitermann

Langer Mann mit Schaufel ist der Name einer Installation und Landmarke des Steinbruchs Rösenbeck von Rheinkalk an der Bundesstraße 7. Sie ist 12 m hoch und 8 Tonnen schwer. Sie stammt vom Bildhauer Boris Sprenger. Sie soll an das harte tägliche Schaffen der Sauerländer erinnern.
Im gleichen Steinbruch steht der Leitermann rund 500 m weiter westlich.